# Tots els gossos van al cel 2
Tots els gossos van al cel 2 (títol original en anglès: All Dogs Go To Heaven 2) és una pel·lícula estatunidenca d'animació dirigida per Larry Leker i Paul Sabella i estrenada el 1996. Produïda i distribuïda per Metro-Goldwyn-Mayer, és una seqüela de Tots els gossos van al cel (1989). Ha estat doblada al català.

## Argument
Charlie, un pastor alemany, es reuneix amb el seu millor amic, el Sergent Dachshund, que arriba al cel després de morir asfixiat per una pota de pollastre. Encara que al Sergent li està començant a agradar el cel, Charlie troba que és avorrit, i anhela una mica d'emoció.
Mentrestant, el Bulldog Careface, fingeix ser "bo" al cel, però en realitat vol conspirar amb un gat diabòlic anomenat Bermelló, per atrapar a tots els gossos del cel, i portar-los a l'infern. Per a això ha de robar la Banya de Gabriel, que obre i tanca totes les portes del cel. En un dels intents d'aquest robatori, Scar, accidentalment, cau a la Terra.
Annabelle, l' "àngel caní", anuncia a tots que han robat la Banya de Gabriel. Llavors Charlie veu una oportunitat per deixar el cel i la convenç que li permeti tornar a la Terra per portar la banya de Gabriel. Annabelle està d'acord, i també envia al Sergent Dachshund amb Charlie a pesar que el no volia. A la Terra, Charlie s'enamora d'una bella Setter irlandesa anomenada Sasha, i descobreix que estava ajudant a un nen anomenat David, que havia fugit de casa. Charlie llavors, tracta de recuperar la banya, mentre convenç a David per tornar a casa.

### Continuïtat
La història de la segona pel·lícula sembla passar en la dècada de 1990, a causa de la roba i les tecnologies que es mostra en algunes escenes, a diferència de la primera que tenia lloc el 1939. El Sergent arriba al cel, al principi, això crea una diferència d'aproximadament 50 anys entre les dues pel·lícules, però en realitat, un gos només pot viure una mica més de 15 anys.

## Repartiment
- Dom DeLuise - Itchy Itchiford, el millor amic de Charlie
- Charlie Sheen - Charlie Barkin, el protagonista de la pel·lícula.
- Sheena Easton - Sasha, l'interès amorós de Charlie
- Ernest Borgnine - Carface, vell enemic de Charlie.
- George Hearn - Rojo, un gat endimoniat, que planeja empresonar als gossos del cel i portar-los a l'infern enganyant a Charlie.
- Beu Neuwirth - Annabelle, l'àngel caní del cel.
- Adam Wylie - David, un nen de 8 anys que va sortir de casa seva per problemes amb la seva madrastra i després va arribar a veure Charlie com el seu àngel de la guàrdia.
- Pat Corley - Oficial de McDowell
- Jim Cummings - Jingles
- Bobby Di Gicco - Thom
- Annette Helde - Claire
- Marabina Jaimes - Oficial de Reyes
- Maurice LaMarche - Oficial perdut i trobat

## Premis i nominacions
Premis Young Artist
- Millor producció de família - animació o efectes especials
- Millor nova interpretació de veu - Adam Wylie